# Rima Bradley
Rima Bradley – rów  na powierzchni Księżyca o długości około 161 km. Znajduje się na obszarze Palus Putredinis na współrzędnych selenograficznych ☾ 23,8°N 1,2°W/23,800000 -1,200000. Nazwa tego kanału została nadana w 1964 roku przez Międzynarodową Unię Astronomiczną i pochodzi od pobliskiej góry księżycowej Mons Bradley.